# Gaojia, Sichuan
Gaojia (kinesiska: 高家镇, 高家) är en köping i Kina. Den ligger i provinsen Sichuan, i den sydvästra delen av landet, omkring 47 kilometer söder om provinshuvudstaden Chengdu. Antalet invånare är 16 673. Befolkningen består av 8 386 kvinnor och 8 287 män. Barn under 15 år utgör 17,0 %, vuxna 15-64 år 67 %, och äldre över 65 år 15,0 %.
Genomsnittlig årsnederbörd är 1 222 millimeter. Den regnigaste månaden är juli, med i genomsnitt 338 mm nederbörd, och den torraste är december, med 9 mm nederbörd.